# Nasorolevu
Nasorolevu, Batini – najwyższy szczyt na Vanua Levu, drugiej co do wielkości, wyspie Fidżi. Ma wysokość 1032 m n.p.m.